# Vermutung von Andrica

Die ersten 100 Werte für

Die Vermutung von Andrica, benannt nach Dorin Andrica, ist eine Vermutung zu den Primzahllücken.
Sei {\displaystyle p_{n}} die {\displaystyle n}-te Primzahl. Dann besagt die Vermutung von Andrica, dass folgende Ungleichung für alle natürlichen {\displaystyle n} gilt:
{\displaystyle {\sqrt {p_{n+1}}}-{\sqrt {p_{n}}}<1.}
Unter Verwendung der {\displaystyle n}-ten Primzahllücke {\displaystyle g(n):=p_{n+1}-p_{n}} lässt sie sich auch so formulieren:
{\displaystyle g(n)<{\sqrt {p_{n+1}}}+{\sqrt {p_{n}}}.}

## Werte
Es sei {\displaystyle A_{n}:={\sqrt {p_{n+1}}}-{\sqrt {p_{n}}}}.

Die ersten 500 Werte für.

Empirisch sinken diese Werte asymptotisch für steigendes {\displaystyle n}, sodass es sehr wahrscheinlich ist, dass die Vermutung stimmt. Für alle {\displaystyle A_{n}} mit {\displaystyle n<26\cdot 10^{10}} wurde die Vermutung von H. J. Smith bestätigt, der größte gefundene Wert war  {\displaystyle A_{4}\approx 0{,}670873479}.
Einige Werte, von denen jeweils vermutet wird, dass sie für größere {\displaystyle n} nicht mehr übertroffen werden, sind der folgenden Tabelle zu entnehmen:
| {\displaystyle n} Folge A084976 in OEIS | {\displaystyle p_{n}} Folge A084974 in OEIS | {\displaystyle A_{n}} Folge A084977 in OEIS |
| --------------------------------------- | ------------------------------------------- | ------------------------------------------- |
| 4                                       | 7                                           | 0,670873                                    |
| 30                                      | 113                                         | 0,639281                                    |
| 217                                     | 1327                                        | 0,463722                                    |
| 263                                     | 1669                                        | 0,292684                                    |
| 367                                     | 2477                                        | 0,260522                                    |
| 429                                     | 2971                                        | 0,256245                                    |
| 462                                     | 3271                                        | 0,244265                                    |
| 590                                     | 4297                                        | 0,228429                                    |
| 650                                     | 4831                                        | 0,215476                                    |
| 738                                     | 5591                                        | 0,213675                                    |
| …                                       |                                             |                                             |
| 10655462                                | 191912783                                   | 0,008950                                    |

Numerische Computerberechnungen bestärken die Vermutung; mittlerweile (2005) wurden die Primzahlen bis {\displaystyle 10^{16}} getestet. Ein formaler Beweis konnte dennoch bisher nicht erbracht werden.

## Verallgemeinerung
Allgemeiner kann man etwa die Gleichung
{\displaystyle p_{n+1}^{x}-p_{n}^{x}=1}
betrachten und nach maximalem bzw. minimalem {\displaystyle x} suchen, das eine solche Gleichung erfüllt. Die Gleichung hat ihr
- Maximum trivialerweise bei {\displaystyle n=1}, d. h.

{\displaystyle 3^{x}-2^{x}=1\qquad \Rightarrow \qquad x=1}
- Minimum unter den ersten 1000 Primzahlen (und vermutlich auch allgemein) bei {\displaystyle n=30}, d. h.

{\displaystyle 127^{x}-113^{x}=1\qquad \Rightarrow \qquad x=0{,}56714813\dots =a_{0}}
Dieses {\displaystyle a_{0}} wird auch als (die) Smarandache-Konstante bezeichnet.
Daraus entsteht die verallgemeinerte Andricasche Vermutung
{\displaystyle B_{n}=p_{n+1}^{a}-p_{n}^{a}<1\qquad {\text{für alle }}a<a_{0}.}
Außerdem wird vermutet, dass
{\displaystyle C_{n}=p_{n+1}^{1/k}-p_{n}^{1/k}<{\frac {2}{k}}\qquad {\text{wobei }}k\geq 2,k\in \mathbb {N} ,n\in \mathbb {N} .}

## Ähnliche Vermutung
Die Vermutung von Andrica ist eine Verschärfung der Vermutung von Legendre, nach der zwischen jedem {\displaystyle n^{2}} und {\displaystyle (n+1)^{2}} mindestens eine Primzahl existiert.